# Zebrias altipinnis
Zebrias altipinnis är en fiskart som först beskrevs av Alcock, 1890.  Zebrias altipinnis ingår i släktet Zebrias och familjen tungefiskar. Inga underarter finns listade i Catalogue of Life.